# 新選組 (テレビドラマ)
『新選組』（しんせんぐみ）は、1973年4月5日から同年9月27日までフジテレビ系列局で放送されていた時代劇である。フジテレビと東映の共同製作。全19話。放送時間は毎週木曜 20:00 - 20:55 （日本標準時）。

## キャスト
- 近藤勇：鶴田浩二
- 土方歳三：栗塚旭
- 沖田総司：有川博
- 永倉新八：伊吹吾郎
- 柴田直人：太田博之
- 山崎烝：山城新伍
- 藤堂平助：中山克己
- 大石鍬次郎：待田京介
- 斉藤一：左右田一平
- 原田左之助：河原崎長一郎
- 井上源三郎：田崎潤
- 山南敬助：日下武史
- 中村半三郎：島田順司
- おうめ：伊藤友木子
- 島田魁：楠本健二
- 川島勝司：北十学
- 河合耆三郎：北野拓也
- 奥沢栄助：志茂山高也
- 橋本皆助：峰蘭太郎
- 野村左兵衛（会津藩公用方）：田村高廣
- 佐々木唯三郎：中丸忠雄
- 浅井又兵衛（所司代与力）：小田部通麿
- 中村半三郎：島田順司
- 小山田十蔵（京都町奉行所同心）：田中弘史
- 富五郎（目明し）：西田良
- 勘吉（屯所の小者）：田渕岩夫
- 源助（うどん屋）：北村英三
- おみよ（源助の娘）：大川栄子
- 川北文五郎：高並功
- 佐野源太郎：野口貴史
- 平石十蔵：下元年世
- 岸島由太郎：山田良樹
- おたか：光本幸子
- 桂小五郎：菅原文太
- 幾松：中村英子
- ナレーター：森光子

## スタッフ
- 企画：俊藤浩滋、池田利次
- プロデューサー：金子満、久板順一朗、泊懋、田邊孫太郎
- 脚本：結束信二
- 音楽：渡辺岳夫
- 主題歌：ボーカル・ショップ「たたかい」(作詞：結束信二、作曲：渡辺岳夫、編曲：松山祐士、発売：ビクターレコード)(第7話よりオープニングでも使われる)
- 監督：小沢茂弘、斉藤武市、佐伯清、荒井岱志、松尾正武
- 撮影：萩屋信、山岸長樹、脇治吉、並河孝治
- 照明：井口雅雄、増田悦章、岩見秀夫
- 録音：面屋竜憲、東城絹児郎、溝口正義、中山茂二
- 美術：鈴木孝俊
- 助監督：高倉祐二、矢田清巳、渡辺譲
- 編集：西村政治
- 整音：加藤正行
- 記録：川島庸子、浅野秀子、高橋たつ子、篠敦子、土橋喜久子
- 衣裳：東京衣裳
- 美粧・結髪：東和美粧
- 装飾：関西美工
- 装置：野瀬善和
- 演技事務：本多和雄
- 邦楽監修：中本敏生
- 振付：藤間勘眞次
- 擬斗：上野隆三（東映剣会）
- 進行主任：上田耕太郎、山田勝、持田久仁
- 現像：東洋現像所
- 製作：フジテレビ、東映

## 放送日程
| 話数   | サブタイトル              | 監督     | ゲスト出演 |
| ------ | ------------------------- | -------- | --- |
| 第1話  | 芹沢鴨死す 豪雨止まず     | 小沢茂弘 | 芹沢鴨：遠藤辰雄 新見錦：成田三樹夫 おぶん：浅茅しのぶ 桑田源十郎：国一太郎 ：京町一代 ：美松艶子 ：村田玉郎 ：奈辺悟 ：熊谷武 平山五郎：志賀勝 ：藤沢徹夫 ：森源太郎 ：小峰一男 ：有田剛 おけい：鮎川いづみ                                                  |
| 第2話  | 池田屋にきらめく白刃      | 小沢茂弘 | 宮部鼎蔵：北原義郎 大崎源蔵：高宮敬二 森川：川浪公次郎 ：五十嵐義弘 ：市川裕二 ：松田利夫 ：鳥巣哲夫 ：福本清三 お節：堀越光恵 江崎駿介：松山省二 |
| 第3話  | 沖田総司を狙う刺客たち    | 齋藤武市 | 大浦剛蔵：蜷川幸雄 ：市川男女之助 ：宇崎尚韶 ：平川正雄 ：大月正太郎 ：池田謙治 ：笹木俊志 おしま：田村奈巳 三浦大次郎：林隆三 |
| 第4話  | 千本通りに消えた銃声      | 佐伯清   | ：出水憲司 ：前川良三 ：加藤匡志 ：宮川龍児 前田荘介：中村光輝 おじゅん：本阿弥周子 |
| 第5話  | 桂小五郎 襲撃の夜         | 佐伯清   | ：不破潤 ：唐沢民賢 ：久田雅臣 ：古閑達則 ：壬生新太郎 ：矢部義章 ：有島淳平 ：双葉弘子 ：司京子 ：穂積かや ：青木卓司 ：篠原浩二 藤田精一郎：藤岡弘 |
| 第6話  | 三条大橋に黒い人影        | 小沢茂弘 | 村上：田中浩 市太郎：岡本崇 ：藤本秀夫 ：村居京之輔 ：紅かほる おとよ：藤田弓子 内山与次郎：中村嘉津雄 |
| 第7話  | 祇園小路の人質            | 小沢茂弘 | 柴崎小十郎：北川恵一 北原健介：石田信之 おすみ：四方正美 赤松源蔵：藤岡重慶 高木六郎太：小林勝彦 ：白川浩二郎 ：矢野幸男 ：小田真士 ：村田玉郎 ：遠山金次郎 ：森谷譲 ：井上茂 ：野村鬼笑 ：星野美恵子                                                         |
| 第8話  | 浪士 糺の森に集結す       | 荒井岱志 | 鏑木佐平：大木晤郎 北原健介：石田信之 おしづ：菊容子 山村勘介：村井国夫 山口弥兵衛：小笠原良知 ：宇崎尚韶 ：大城泰 ：山下義明 ：浜伸二 おこう：北林早苗 安西兵馬：長谷川明男                                                                                  |
| 第9話  | 土方歳三 清水坂に斬り込む | 荒井岱志 | おりん：原良子 小金井肇：山岡徹也 大村伝蔵：穂高稔 ：赤松志乃武 ：鎌田知佐 ：藤沢徹夫 ：島田秀雄 おふじ：水野久美 杉村弥左衛門：小山田宗徳 |
| 第10話 | 大坂 天満橋の襲撃         | 齋藤武市 | 刀屋：中村錦司 おその：珠めぐみ 三村宗次郎：亀石征一郎 早川：天津敏 ：阿波地大輔 ：松田利夫 ：浪花五郎 ：和田昌也 ：大矢正利 ：友金敏雄 ：富永佳代子 |
| 第11話 | 士道に背く事を許さず      | 齋藤武市 | 谷三十郎：戸浦六宏 杉井勘左衛門：和崎俊哉 阿部孫之助：久富惟晴 おなつ：水原麻紀 惣吉：久保浩 ：山口朱美 ：藤本秀夫 ：波多野博 |
| 第12話 | 近藤勇に危機迫る          | 小沢茂弘 | 木代修蔵：鈴木康弘 おちよ：宮前ゆかり 武田観柳斎：菅貫太郎 三原大助：小林芳宏 おひな：西山恵子 條原国幹：渥美国泰 西田屋松右衛門：本郷秀雄 ：松田明 ：和田利正 ：友金敏雄 ：紅かおる ：新田章 ：有田剛 ：小坂和之 ：野上修 ：椿竜二                           |
| 第13話 | 決死隊 京に突入す         | 小沢茂弘 | 荒木晴山：林彰太郎 浪士有村：佐藤京一 三谷一策：市川海四郎 浪士村田：平沢彰 森山：那須伸太郎 ：疋田泰盛 ：北川俊夫 ：土橋勇 ：鳴海剣吾 ：山田光子 ：奈辺悟 ：新田章 ：有田剛 ：小坂和之 ：野上修 古谷兵助：三ツ木清隆 おうめ：伊吹友木子 海野次郎太：目黒祐樹 |
| 第14話 | 奈良 尼寺の急襲           | 松尾正武 | 田原源作：横光勝彦 市川：小林勝也 杉田：丘路千 ：広瀬義宣 ：森章二 ：片桐竜次 ：成瀬正孝 ：新田章 ：野上修 ：小坂和之 ：有田剛 ：和田正信 ：坂東京三郎 ：遠山金次郎 ：有島淳平 ：井上茂 ：滝譲二 春英：浜美枝 秀恵尼：小夜福子 国分文左衛門：嵐寛寿郎         |
| 第15話 | 油小路の闘いをこえて      | 松尾正武 | 北原健介：石田信之 おうめ：伊吹友木子 利兵衛：岩田直二 了斉：山村弘三 山口：有川正治 杉田：丘路千 森川：川浪公次郎 ：森章二 ：松本𣳾郎 ：遠山金次郎 ：浜伸二 ：新田章 ：野上修 ：有田剛 ：小坂和之 およう：中村玉緒                                           |
| 第16話 | 誠の旗 伏見へ             | 荒井岱志 | おれん：雪代敬子 ：山田良樹 ：新田章 ：野上修 ：有田剛 ：小坂和之 ：池田幸路 ：上村亜希 ：友金敏雄 ：福本清三 ：木谷邦臣 ：宮城幸生 ：森源太郎 ：寺内文夫 ：加藤匡志 ：川谷拓三 おはま：松原智恵子                                                            |
| 第17話 | 京 竹田街道の待ち伏せ     | 荒井岱志 | 篠原泰之進：田口計 阿部十郎：中田博久 加納道之助：滝島孝二 ：東竜子 ：新田章 ：野上修 ：有田剛 ：小坂和之 ：熊谷武 ：島田秀雄 ：椿竜二 ：畑中伶一 ：和田昌也 早苗：佐野厚子 永井玄蕃頭：中村竹弥                                                              |
| 第18話 | 鳥羽伏見の戦い（前）      | 小沢茂弘 | 山中帯刀：神田隆 ：新田章 ：有田剛 ：小坂和之 ：野村鬼笑 ：疋田泰盛 ：小田真士 ：矢野幸男 ：北川俊夫 ：下野耕治 おとき：三益愛子 みつ：松尾嘉代 板倉伊賀守：岡田英次                                                                                          |
| 第19話 | 鳥羽伏見の戦い（後）      | 小沢茂弘 | 玄斉：国一太郎 ：新田章 ：小坂和之 ：有島淳平 ：波多野博 森山：那須伸太郎 ：市川裕二 ：村井京之輔 ：有田剛 ：笹木俊志 ：土橋勇 ：前川良三 ：森源太郎 おとき：三益愛子 板倉伊賀守：岡田英次                                                                    |

## 放送局
特記の無い限り全て放送時間は 木曜 20:00 - 20:55、同時ネット。
- フジテレビ
- 北海道文化放送[1]
- 秋田テレビ[2]
- 山形テレビ[3]
- 岩手放送：水曜 22:30 - 23:25[4]
- 仙台放送[5]
- 新潟総合テレビ[6]
- 富山テレビ[7]
- 石川テレビ[7]
- 福井テレビ[7]
- 長野放送[8]
- テレビ静岡[9]
- 東海テレビ[10]

- 関西テレビ[11]
- 山陰中央テレビ[12]
- 岡山放送[13]
- 広島テレビ[13]
- テレビ愛媛[14]
- 高知放送：日曜 17:34 - 18:30[14]
- テレビ西日本[15]
- テレビ長崎[15]
- テレビ熊本[15]
- テレビ大分[16]
- テレビ宮崎[17]
- 鹿児島テレビ[17]
- 沖縄テレビ[18]

## ネット配信
- 2022年11月2日より、YouTube「東映時代劇YouTube」で第1・2話が常時無料配信されている。